# 地图 (Windows)
Windows 地图是微软开发的电子地图软件。它预装于Windows11和Windows 10操作系统中，也可用于XboxSeries X / S和Xbox One平台。

## 功能
它可以查看2D、3D地图和实时路况，可以规划到指定地点的路线。地图文件可以下载到本地，以便在未联网时使用地图。在登录了同一个Microsoft账户的Windows10/11所有设备上，用户可以同步并查看收藏夹、搜索历史等信息。
在部分国家和地区，还可查看360°街景地图。